# Tite (saint)
Pour les articles homonymes, voir Tite et Saint Tite.
Tite est un disciple du Christ qui fut collaborateur et compagnon de voyage de Paul de Tarse, et plus tard premier évêque de la Crète. En Occident, il est associé à l'apôtre Timothée pour avoir été l'un des premiers épiscopes de l'Église naissante. Selon le Martyrologe romain saint Tite est fêté le 26 janvier avec Timothée. Il est aussi célébré le 25 août par les Églises d'Orient.

## Biographie

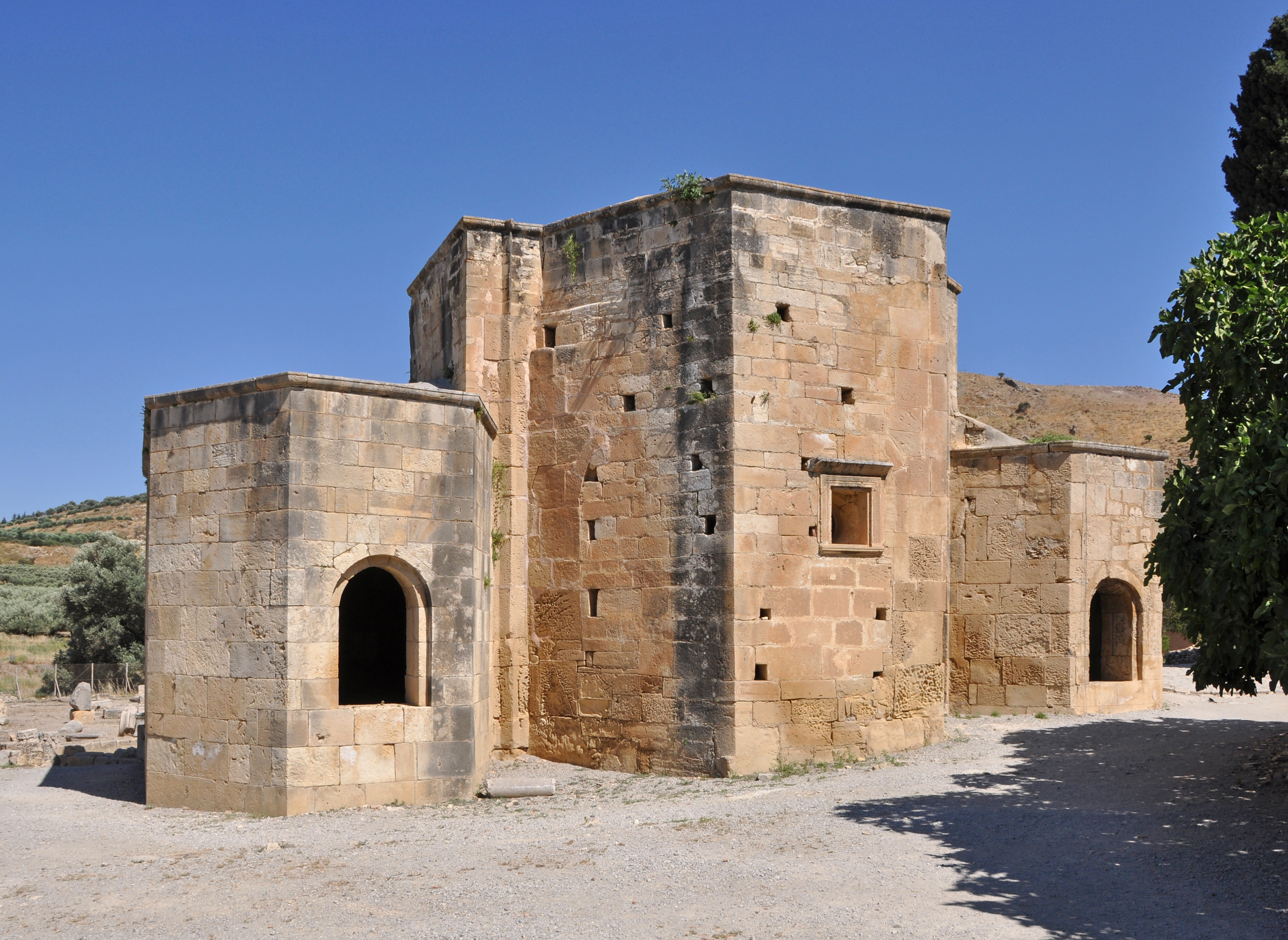
Vestige de la basilique Saint-Tite de Gortyne, l'un des plus anciens monuments chrétiens.

D'origine grecque, mais dont le nom est d’origine latine (titulus : inscription), Tite, païen, se convertit au christianisme avec l’apôtre Paul qui le baptise et devient son directeur spirituel. 
Plus tard, celui-ci le conduit avec Barnabé à participer à l’important concile de Jérusalem qui est à définir certaines modalités d’admission à la communauté chrétienne, notamment la circoncision que n’a pas connue Tite  (Ga 2:3). La foi seule est-elle suffisante ou faut-il toujours pratiquer les observances de la Loi judaïque ? Pierre et Paul défendent que le salut n’en dépend plus pour permettre au plus grand nombre de rejoindre l’assemblée des nouveaux convertis.  
Après cela, Tite rejoint Paul en Macédoine pour le soutenir dans son labeur au milieu de certains conflits. Les Actes des Apôtres suggèrent qu’il connaît déjà les habitants (2 Co 7:6-7) et qu’il les a déjà en partie convertis (2 Co 7:13-16), sans doute aidé en cela par son origine, la langue et son rôle d’interprète auprès des disciples et de Paul.
Pouvant désormais lui faire confiance et touché par son humilité et sa disposition à diffuser la foi, Paul lui confie la tâche d’aller à Corinthe soutenir la jeune et fragile Église locale. Fort de ses qualités en diplomatie et en élocution à la fois claire et ferme, il réussit à y établir la concorde en deux voyages successifs, le second étant aussi en rapport avec la générosité des collectes des biens, dans le but de les répartir à l’ensemble des Églises (2 Co 8). 
Finissant par l’appeler affectueusement « Mon fils », saint Paul lui demande de prendre en charge l’île de Crète en y devenant le premier évêque (épiscope) : « Si je t’ai laissé en Crète, c’est pour que tu finisses de tout organiser et que, dans chaque ville, tu établisses des Anciens comme je te l’ai commandé moi-même » (Tt 1:5). Comme Timothée est devenu celui d'Éphèse et de sa région, Eusèbe de Césarée soutient que Tite est bien devenu évêque de la Crète ainsi que des îles avoisinantes. 
Vers 63, de Nicopolis d'Épire, Paul lui envoie une lettre, l’Épître à Tite du Nouveau Testament faisant partie des lettres dites pastorales, avec celle de Timothée (Tt 3:12-13). 
Selon la tradition, il est décédé à un âge avancé en tant qu'évêque basé à Gortyne (au sud de Cnossos) alors capitale romaine de l’île. Une basilique lui est consacrée au VIe siècle qui porte son nom. Détruite, une autre est construite au Xe siècle.

## Légende et tradition
Une tradition, en partie soutenue par l’Église orthodoxe, dit que Tite est né en Crète d’une illustre famille, peut-être même descendante du roi Minos, son oncle étant lui-même le gouverneur des lieux. 
À la suite de riches études en philosophie, lettres et poésie, lui-même préoccupé par les sciences et menant une vie vertueuse, il reçoit l’intuition de lire les enseignements bibliques. Mais ce n’est qu’un an plus tard qu’il est frappé d’étonnement en lisant le chapitre 47 du Livre d’Isaïe. Il en fait part à son oncle qui lui propose d’aller sur place à Jérusalem, et c’est ainsi qu’il est témoin des différents événements de Jésus. L’ayant remarqué, celui-ci le choisit pour faire partie du groupe des soixante-dix disciples dans la continuité des Douze. Témoin de l’effusion de l’Esprit Saint à la Pentecôte où il découvre que les apôtres s’expriment dans des langues différentes, Tite, à la fois impressionné et stimulé, se dispose dès lors à traduire pour aider à conduire; et c’est ainsi qu’il va s’accomplir pour une part auprès de Paul.  
Bien plus tard, lorsque l’apôtre se voit emmené à Rome pour y être jugé, Tite n’hésite pas à le rejoindre pour l’aider. 
Après la mort de Paul en martyr, il retourne en Crète en s’efforçant de soutenir la communauté des baptisés et d’éclairer les païens sur leurs pratiques et croyances idolâtriques. À la suite de prédications et de prières répétées, il amène de plus en plus de gens à croire au Christ. On dit même qu’un nouveau temple dédié à Zeus ne fut pas achevé et qu’il finit par s’effondrer.

## Relique

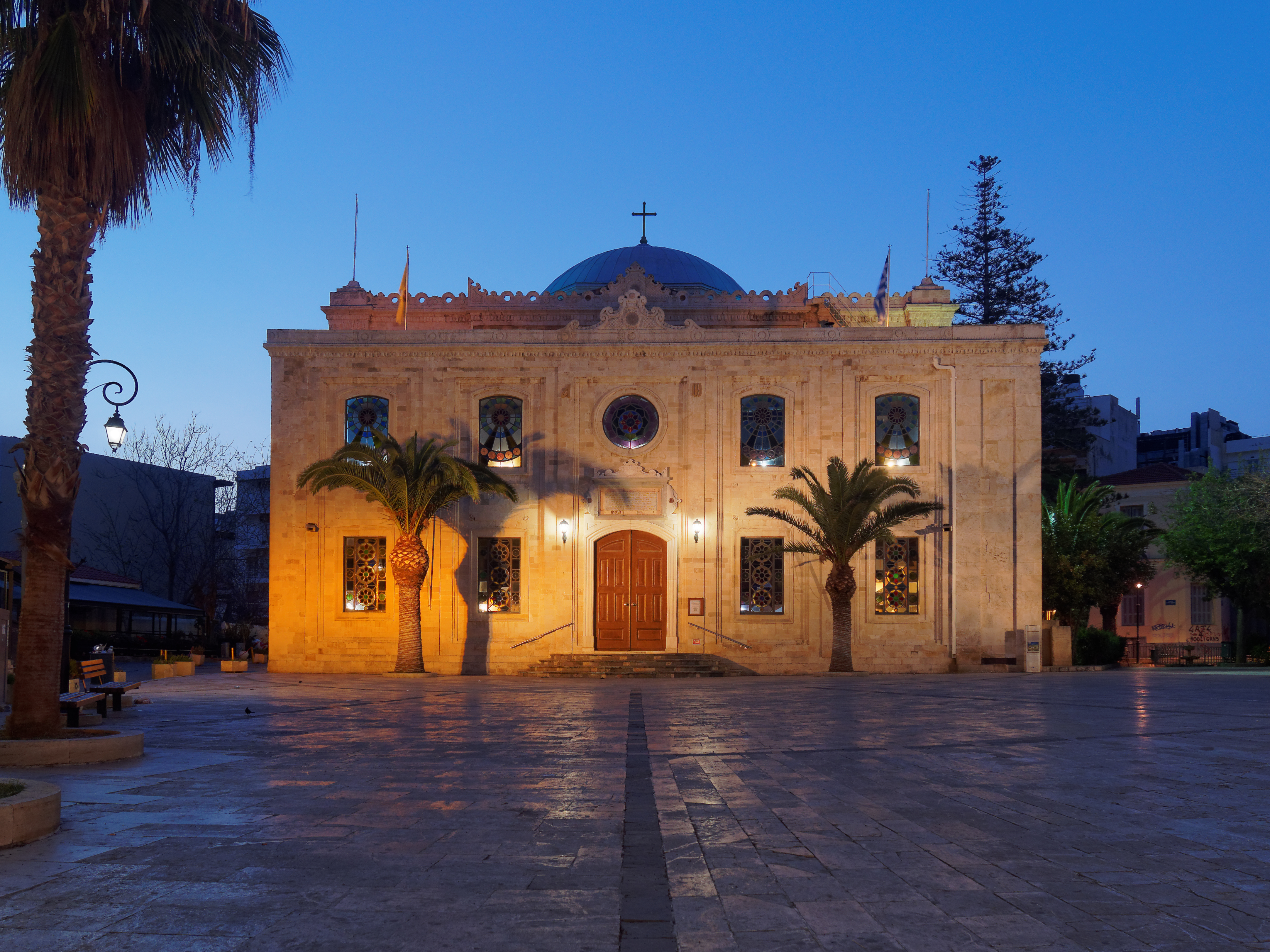
La cathédrale Saint-Tite d'Héraklion où repose son chef.

Le crâne (le chef) de saint Tite est transféré à Héraklion en 796 peu avant la destruction de Gortyne par les musulmans. Plus tard, durant l'occupation ottomane, la relique est envoyée à Venise en 1669 où elle est déposée en la basilique Santa Maria della Salute. En 1966, l’Église de Crète l’a récupérée et elle est désormais exposée à la cathédrale Saint-Tite (en) (Agios Titos) d'Héraklion.

## Célébration
L'Église catholique romaine et l'Église orthodoxe le considèrent comme un saint et le célèbrent à des dates différentes. L'Église orthodoxe célèbre sa mémoire le 25 août. Depuis le concile Vatican II, les catholiques le vénèrent le 26 janvier, le même jour que Timothée.